# Заболотье (Щомыслицкий сельсовет)
Заболотье (бел. За́балацце) — деревня в Минском районе Минской области Республики Беларусь. В составе Щомыслицкого сельсовета.

## География
Через деревню пролегает автомобильная дорога Н24951. Рядом расположена железная дорога.
Ближайшие населённые пункты Атолино, Прилучки, Лецковщина, Ходаково.

## История

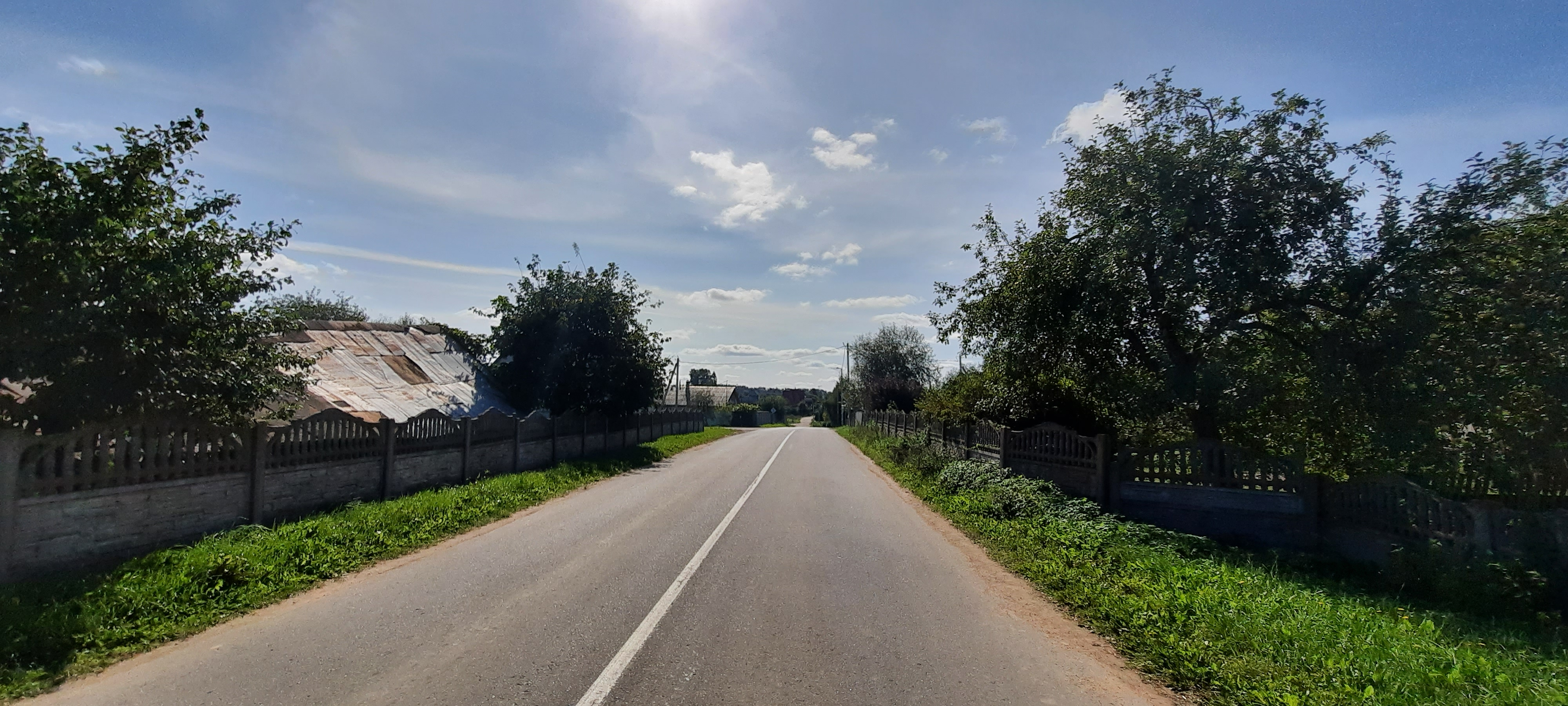

В 1723 году упоминается как деревня в составе имения Новый Двор в Минском воеводстве Великого Княжества Литовского.

## Население

### Численность
- 2009 год — 159 человек

### Динамика
- 1999 год — 227 человек (перепись населения)
- 2009 год — 159 человек (перепись населения)

## Улицы
- Заречная
- Новая
- Поселковая
- Придорожная
- Юбилейная